# Kateřina Etrychová
Kateřina Etrychová (* 20. prosince 1986 Písek) je česká novinářka, producentka a moderátorka se zkušenostmi ze zahraniční redakce České televize. Pracuje pro Velvyslanectví Francie v České republice, věnuje se také filmové činnosti.

## Životopis
Etrychová vystudovala žurnalistiku a mediální studia na Fakultě sociálních věd Univerzity Karlovy v Praze. Během vysokoškolského studia pak absolvovala několik zahraničních stáží. První z nich roku 2009 ve France Télévisions, a to na kanálech France 2 a France 3. V redakci hned při nástupu získala cenné zkušenosti z krizové žurnalistiky, když veřejnost informovala o pádu francouzského letadla společnosti Air France, konkrétně letu 477. Později si vyzkoušela taky práci v americké talk show The McLaughlin Group,  kam se dostala v rámci letní školy ve Washingtonu. Za stáž dokonce získala novinářskou cenu.
Vůbec poprvé se Etrychová objevila na televizní obrazovce už roku 1994, kdy se zúčastnila talentové soutěže v České televizi. Finanční odměnu za pěvecký výkon a hru na flétnu tehdy investovala do koupě perské kočky.
Po studiu pracovala nejprve jako rozhlasová zahraniční zpravodajka. V roce 2012 začala své šestileté angažmá v zahraniční redakci České televize. Moderovala pořad Horizont ČT24 a zároveň komentovala mimořádné zahraniční události a dění ve Francii.
Od roku 2017 se věnuje také moderování debat pro širokou veřejnost Café Evropa. Spoluvlastní nezávislé filmové studio Aquarius Pictures. Věnuje se herectví a píše scénáře. Mluví francouzsky, anglicky a německy. Má francouzské kořeny.
Roku 2018 sama vydala humorný román Můj báječný život o lásce a krátkých erotických příbězích, které jsou motivovány skutečnými událostmi jejích blízkých přátel.
Po domluvě s Alicí Tejkalovou začala v roce 2020 taky externě působit na katedře žurnalistiky Fakulty sociálních věd Univerzity Karlovy. V budově Hollaru vyučuje předmět s názvem Krizová žurnalistika.
V současnosti pracuje jako manažerka komunikace Francouzského velvyslanectví v České republice.